# Gestrandet (2013)

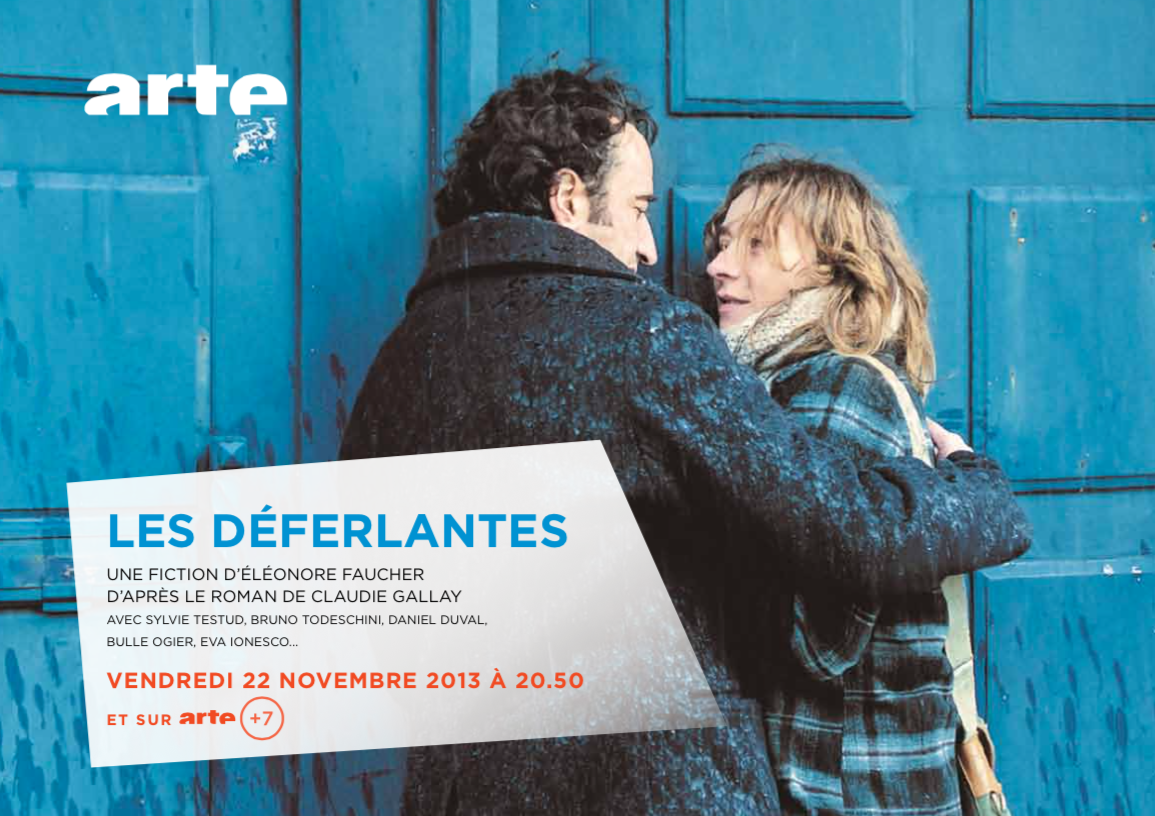
Programmhinweis zur Erstausstrahlung im November 2013 auf Arte France

Gestrandet (Les Déferlantes) ist ein französischer Fernsehfilm aus dem Jahr 2013 von Éléonore Faucher nach dem Roman Die Brandungswelle von Claudie Gallay aus dem Jahr 2008. In den Hauptrollen sind Sylvie Testud und Bruno Todeschini zu sehen. Er entstand im Auftrag von Arte France und ist bisher (Juli 2025) nicht auf DVD oder BD erschienen.

## Handlung
In einem dünn besiedelten Küstenstreifen im Nordwesten Frankreichs ist Louise, eine schüchterne junge Ornithologin, zum einen damit beschäftigt, Seevögel zu beobachten, als auch mit ihrer Vergangenheit klarzukommen. Sie hatte ihrem todkranken Freund Peter zum Selbstmord verholfen und wird nun von dessen Schwester Allison aus Paris gesucht, zunächst aber nicht gefunden. In einer dortigen kleinen Ortschaft (deren Name im Film nicht genannt wird) lebt eine Handvoll skurriler Menschen, die eine gemeinsame Vergangenheit teilen, die ihnen mehr oder weniger Schaden an der Seele zugefügt hat.
Als Louise an einem stürmischen und regnerischen Tag ihren Schmerz über die Vergangenheit nicht mehr aushält und sich ins Meer stürzen will, wird sie von einem Fremden davon abgehalten. Es stellt sich heraus, dass er kein Fremder ist, sondern in einem Haus des Ortes aufgewachsen ist, das er nun verkaufen will, da er weit weg im Jura wohnt, wo er als Arzt praktiziert. Zwischen ihm – Lambert – und Louise entwickelt sich im Laufe der Zeit eine komplizierte, aber immer inniger werdende Beziehung. Inzwischen ist Louise auch von der Schwester ihres toten Freundes gefunden worden, aber sie verzeiht ihr.
Die Eltern Lamberts und sein kleiner Bruder waren vor 25 Jahren bei einem nächtlichen Bootsunfall ums Leben gekommen. Man erzählt sich, dass dies deshalb passierte, weil im Leuchtturm für zwei Stunden das Licht ausgegangen sei. Der damalige Leuchtturmwärter Théo war in dieser stürmischen Nacht womöglich betrunken gewesen, aber dieser erklärt es heute damit, dass er es nicht mehr ausgehalten habe, wenn ständig Zugvögel gegen das helle Glas geflogen und zerschmettert worden seien und er ihn deshalb abgeschaltet habe.
Da aber zum Zeitpunkt des Unglücks – Anfang Februar – noch keine Zugvögel unterwegs waren, bleibt nur die Alkoholvariante übrig. Schließlich stellt sich aber heraus, dass das Licht damals von selbst ausgefallen war und Théo erst eine neue Birne holen musste. Auch der angeblich bei dem Bootsunglück ums Leben gekommene kleine Bruder von Lambert taucht plötzlich wieder auf. Am Ende fragt Lambert Louise, ob sie sich vorstellen könne, auch im Jura Vögel zu beobachten, was sie mit einem Lächeln bejaht.

## Hintergrund
Der Film fängt das raue Wetter an der nordwestlichen Normandieküste ein, besonders da er im Winter gedreht wurde, und er stellt die dort ansässigen Menschen als ebenso rau vor, die teilweise in alleinstehenden und heruntergekommenen Häusern und Höfen wohnen. Dazu passen die melancholische Filmmusik von Laurent Petitgand und zwei weitere Stücke von Benjamin Britten (laut Abspann):
Friday Afternoons (Op 7, 1936) – Old Abraham Brown (Text: anonym)
A Ceremony of Carols (Op 28, 1943) – In Freezing Winter Night (Text: R. Southwell)
Beides gesungen vom New London Children’s Choir, Dirigent: A. Corp, Piano: A. Wells
Sylvie Testud, seit ihrem Erfolg in Jenseits der Stille (1996) eine gefragte Schauspielerin, spielt zum einen die verletzliche, selbstmordgefährdete junge Frau, die naturverliebte Einzelgängerin und die schüchterne Liebhaberin, die beim Lösen der Rätsel der Vergangenheit ihr Glück findet. In einem Interview sagt sie:
„Ich mochte das Drehbuch sehr wegen seines abrupten, radikalen Charakters. Wir sind von Anfang bis Ende in Aufruhr. Es ist schön und beängstigend zugleich, wie dieses tobende Meer gegen die Klippen schlägt, wie diese Vegetation vom Offshore-Wind verdreht wird. ... Es war sehr beeindruckend, so lange an diesem extremen Ort zu sein, im Winter, wo das Meer fast immer in Wut ist. Ausnahmsweise gibt es wirklich Zeiten, in denen ich es bereut habe, nicht ein paar Pfunde mehr zu haben, weil ich mehrmals dachte, ich würde weggeweht werden und ins Meer fallen.“
Kurz nach Ende der Dreharbeiten verstarb der Schauspieler Daniel Duval, der den ehemaligen Leuchtturmwärter Théo spielt, im Alter von 68 Jahren. Ihm wird zu Beginn des Abspanns der Film gewidmet, ebenso wie der Mutter von Regisseurin Éléonore Faucher (1973–2023).
Der Film dreht sich mit seiner Handlung zum Teil um ein Gedicht von Jacques Prévert mit dem Titel Le gardien du phare aime trop les oiseaux (Der Leuchtturmwärter, der die Vögel zu sehr liebt), was auch im Film zitiert wird.

## Drehorte
Der Film entstand fast ausschließlich im Nordwesten der Normandie am Kap von La Hague. Wiederholt ist der Leuchtturm vor dem Kap zu sehen, der im Film eine wichtige Rolle spielt. Auch deutsche Küsten-Bunkeranlagen aus dem Zweiten Weltkrieg dienten als Kulisse: ⊙. Weitere Drehorte waren der kleine Hafen von Goury, das Örtchen La Roche westlich von Auderville, die Bucht von Écalgrain und besonders der kleine Ort Vauville weiter südlich. Das Zuhause des Leuchtturmwärters Théo war ein Gehöft nordöstlich und knapp außerhalb von La Roche, von dem aus man den Leuchtturm und Goury sehen kann: ⊙. Als Behausung von Louise diente das ehemalige Fort de Vauville, 11 km südöstlich von Goury und westlich von Vauville direkt am Meer gelegen: ⊙.

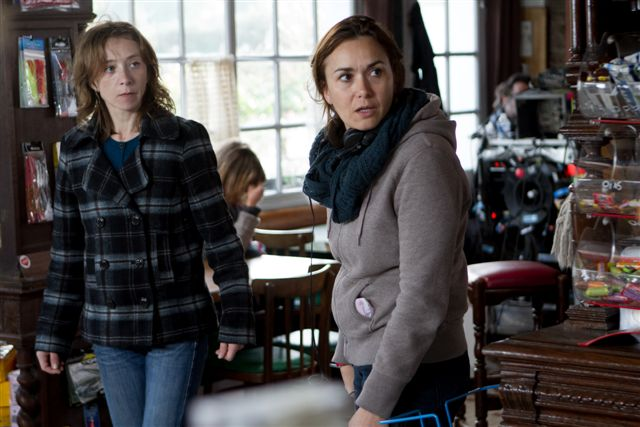
Sylvie Testud (links) und Éléonore Faucher (1973–2023) bei den Dreharbeiten zum Film: ⊙
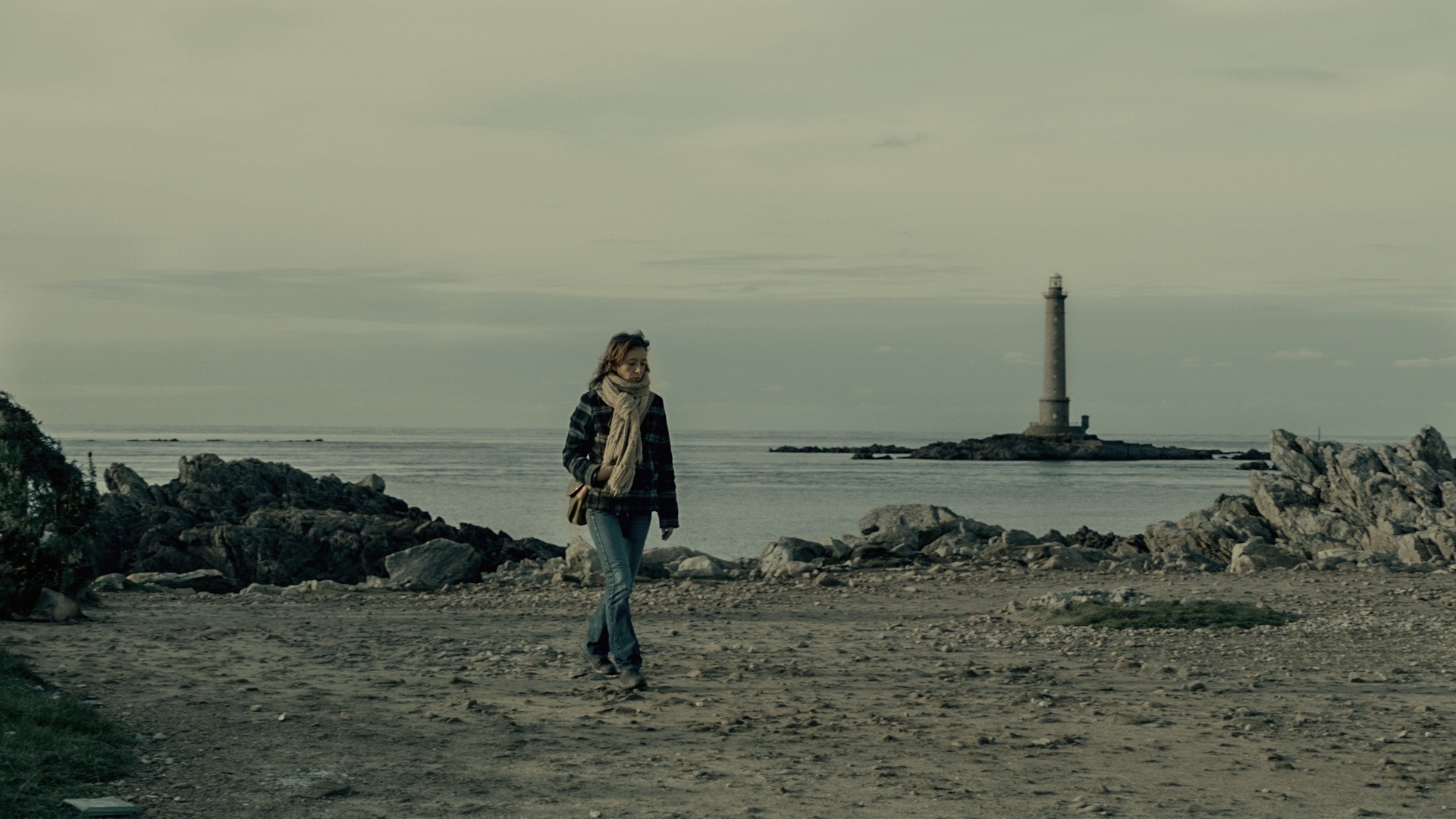
Der Leuchtturm am Kap von La Hague, der im Film eine wichtige Rolle spielt: ⊙
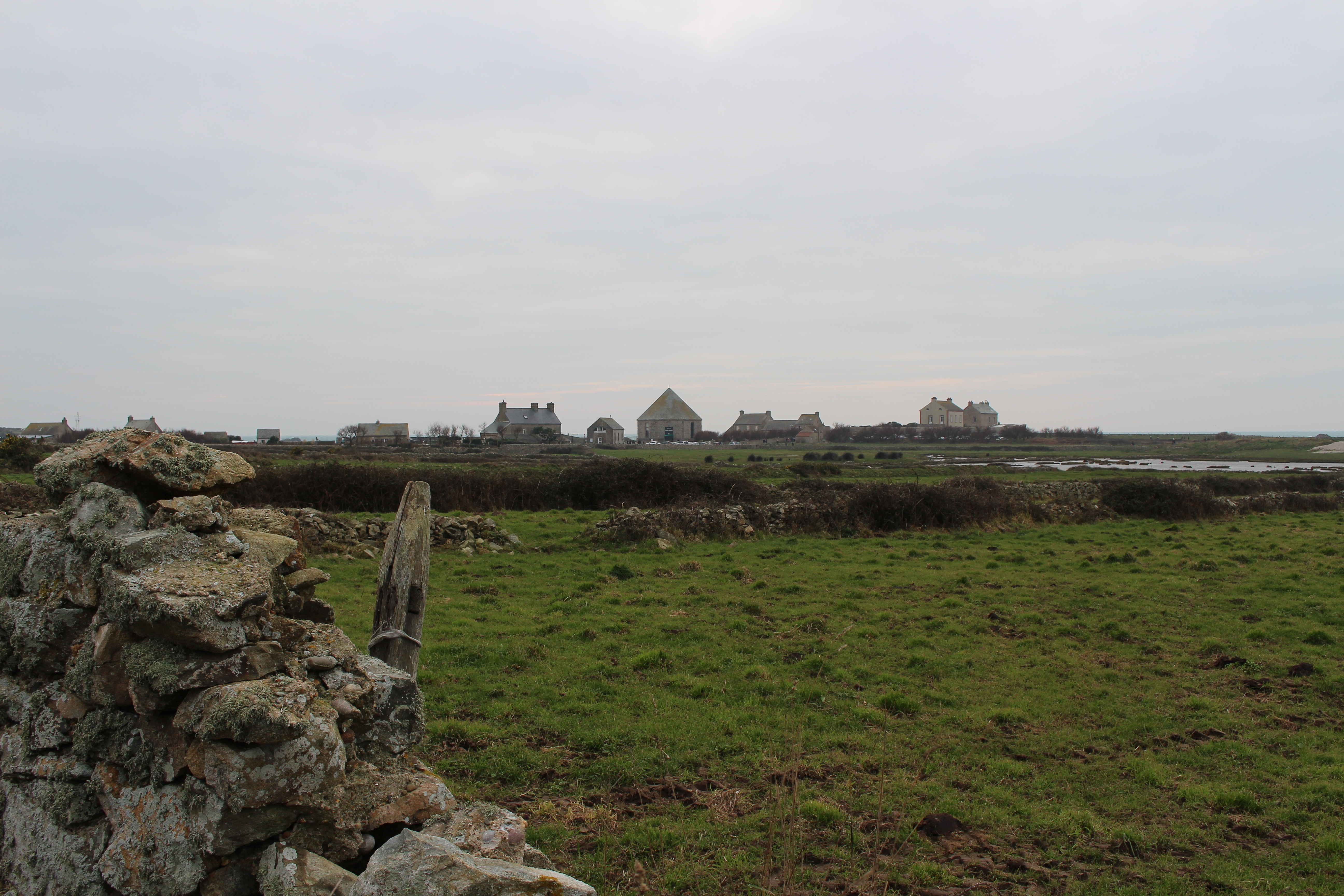
Der kleine Ort Goury, typisch für die Gegend und mehrfach im Film zu sehen: ⊙
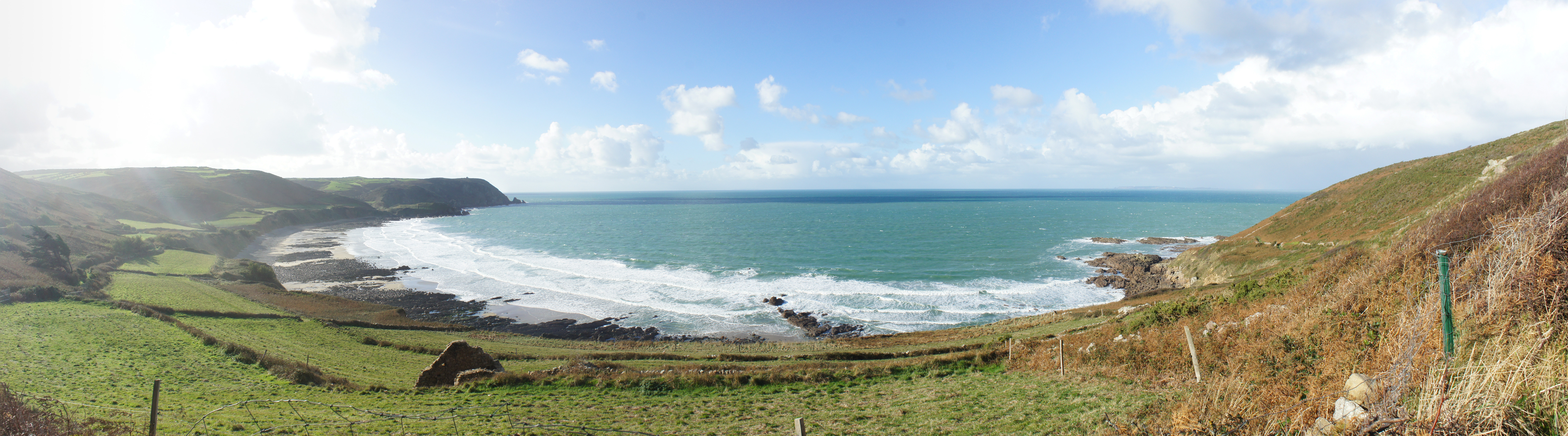
Die Bucht von Écalgrain südlich von Auderville, erscheint in der Anfangsszene: ⊙
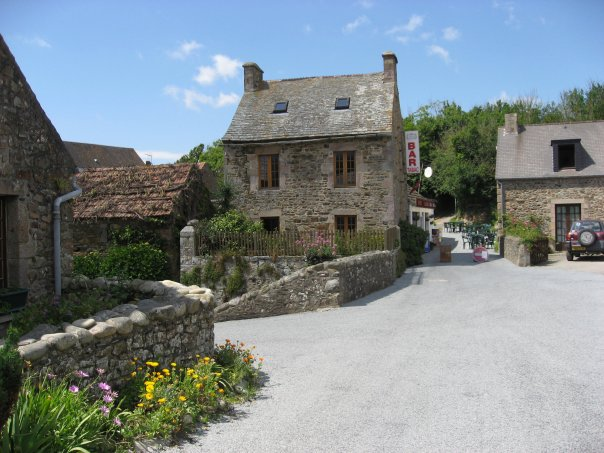
Cafe/Bar/Restaurant in Vauville, in das Louise öfter einkehrt:[5] ⊙
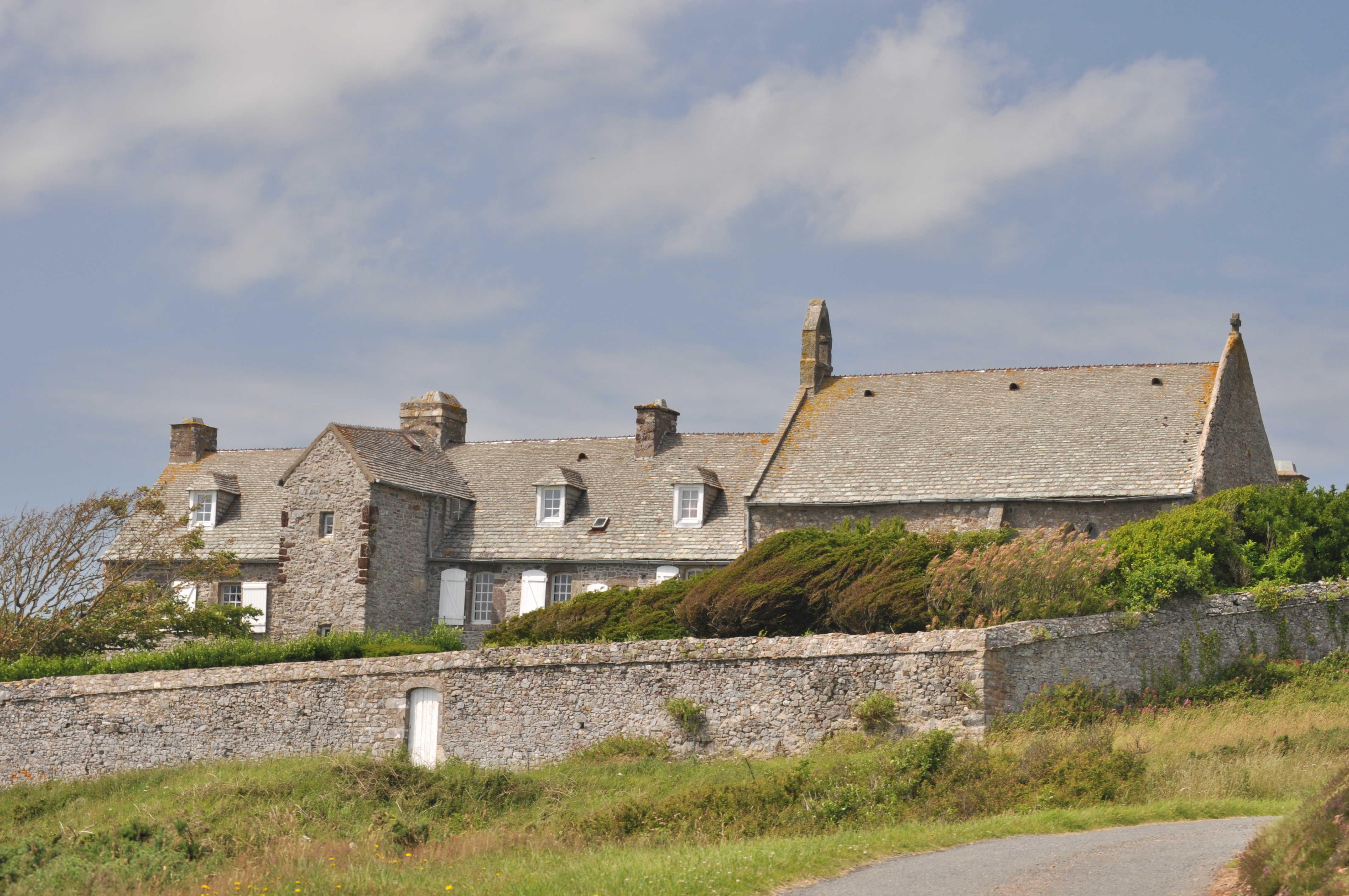
Bei Vauville: ehemalige Benediktinerabtei, Zuhause von Florelle: ⊙
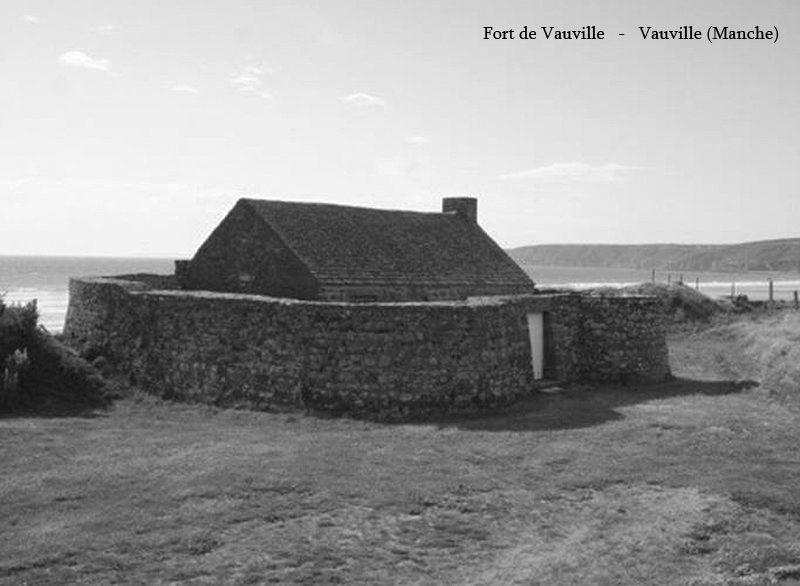
Das kleine Fort de Vauville, die Unterkunft von Louise: ⊙
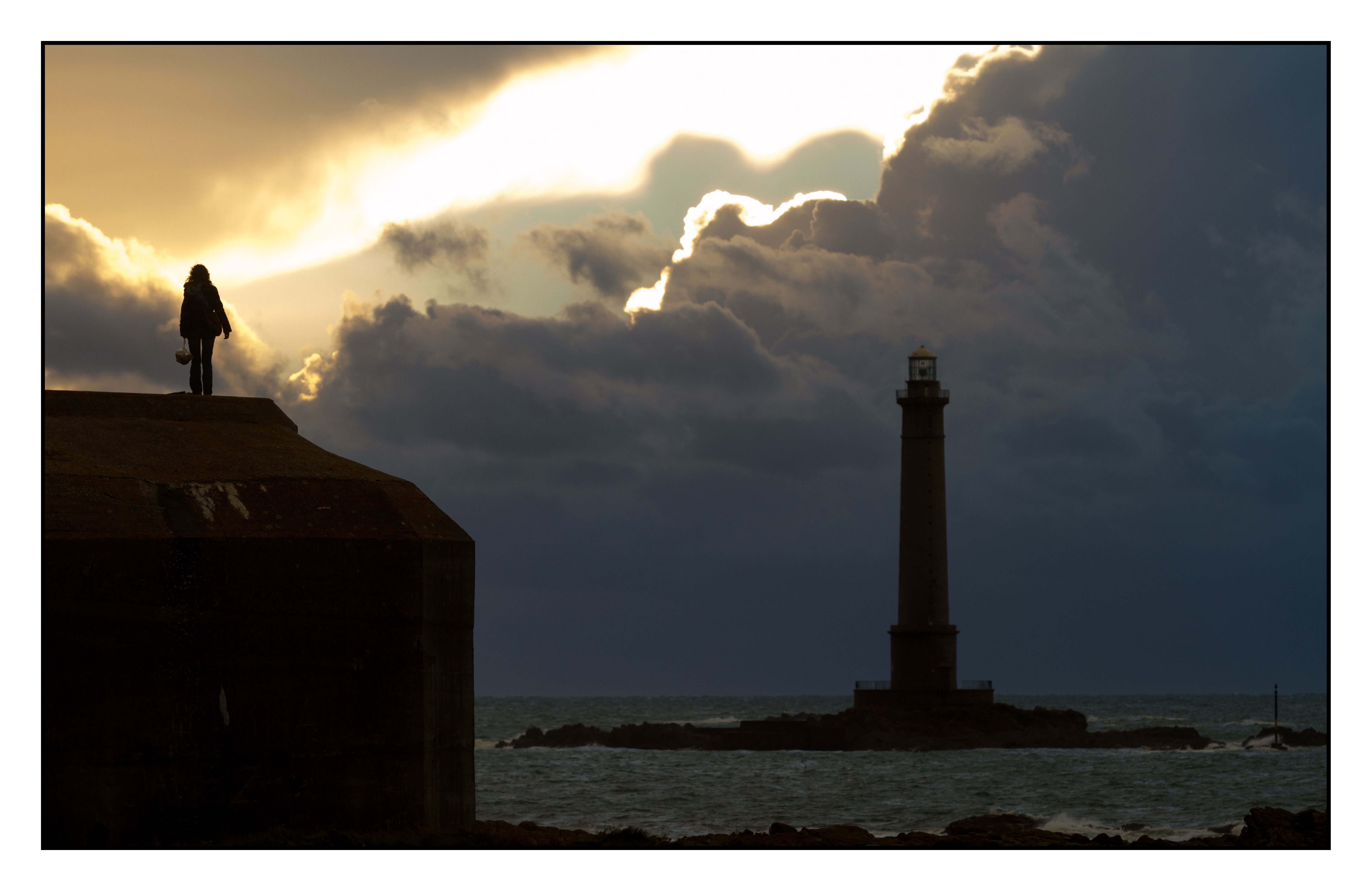
Sylvie Testud auf einem ehemaligen deutschen Bunker: ⊙

## Kritiken
Bei der Erstausstrahlung im deutschen Fernsehen am 22. November 2013 warb Das Erste mit dem Kommentar: „Gestrandet schildert eindrucksvoll, packend und exzellent fotografiert das Ausbrechen einer Frau aus dem eigenen Trauerkokon.“
Die Programmzeitschriften TV Today und TV Spielfilm wiesen zum gleichen Ereignis auf folgendes hin: „Der feinsinnige Film setzt mehr auf Stimmungen als auf Spannung. Die mag man vermissen oder sich ganz dem Geruch von Seetang, Meer und Einsamkeit ergeben.“